# Liste des monuments à Braies
Braies (en allemand, Prags) est une commune italienne située dans la province autonome de Bolzano dans le val Pusteria de la région du Trentin-Haut-Adige dans le nord-est de l'Italie. 
La liste des monuments à Braies contient 18 monuments culturels et 23 monuments naturels désignés sur le territoire de la municipalité.
La base est l'annuaire officiel des monuments du Tyrol du Sud, qui peut être consulté sur Internet. Il peut s'agir par exemple de bâtiments sacrés, de maisons, de fermes, de résidences aristocratiques, de monuments naturels botaniques, géologiques ou hydrologiques. L'ordre dans cette liste est basé sur la désignation, ou peut également être trié en fonction de l'adresse ou de la date de protection.

## Monuments culturels
| Photo | Désignation                                            | Emplacement                  | Inscription     | Description                                                                                           |
| ----- | ------------------------------------------------------ | ---------------------------- | --------------- | --- |
|       | Église à Außerprags ID : « 16537 »                     | 46° 43′ 09″ N, 12° 07′ 47″ E | 17 octobre 1988 | Église                                                                                                |
|       | Hansler ID : « 16542 »                                 | 46° 43′ 28″ N, 12° 07′ 56″ E | 17 octobre 1988 | Maison rurale / ferme                                                                                 |
|       | Hotel Pragser Wildsee mit Marienkapelle ID : « 16550 » | 46° 41′ 56″ N, 12° 05′ 05″ E | 17 octobre 1988 | Hôtel                                                                                                 |
|       | Chapelle à Plätzwiese ID : « 16552 »                   | 46° 39′ 14″ N, 12° 10′ 46″ E | 17 octobre 1988 | Chapelle                                                                                              |
|       | Chapelle beim Hansler ID : « 16541 »                   | 46° 43′ 28″ N, 12° 07′ 59″ E | 9 mai 1950      | Chapelle                                                                                              |
|       | Chapelle à Säge ID : « 16551 »                         | 46° 43′ 16″ N, 12° 08′ 23″ E | 17 octobre 1988 | Chapelle                                                                                              |
|       | Chapelle à Hofstatt ID : « 16539 »                     | 46° 43′ 27″ N, 12° 08′ 26″ E | 9 mai 1950      | Chapelle                                                                                              |
|       | Chapelle à Maxbach ID : « 16540 »                      | 46° 44′ 05″ N, 12° 08′ 11″ E | 17 octobre 1988 | Chapelle                                                                                              |
|       | Chapelle à Plung ID : « 16538 »                        | 46° 43′ 03″ N, 12° 08′ 33″ E | 17 octobre 1988 | Chapelle                                                                                              |
|       | Messner ID : « 16545 »                                 | 46° 42′ 59″ N, 12° 06′ 14″ E | 17 octobre 1988 | Maison rurale / ferme                                                                                 |
|       | Mooserstöckl ID : « 16553 »                            | 46° 43′ 31″ N, 12° 07′ 31″ E | 17 octobre 1988 | Bildstock                                                                                             |
|       | Pfarrkirche St. Veit mit Friedhof ID : « 16547 »       | 46° 42′ 55″ N, 12° 06′ 09″ E | 17 octobre 1988 | Église                                                                                                |
|       | Pfarrwidum ID : « 16546 »                              | 46° 42′ 56″ N, 12° 06′ 13″ E | 17 octobre 1988 | Église                                                                                                |
|       | Schachen ID : « 16544 »                                | 46° 43′ 05″ N, 12° 06′ 07″ E | 17 octobre 1988 | Maison rurale / ferme                                                                                 |
|       | St. Theobald in Bad Altprags ID : « 16549 »            | 46° 42′ 26″ N, 12° 09′ 18″ E | 17 octobre 1988 | Église                                                                                                |
|       | Stauder ID : « 16543 »                                 | 46° 43′ 37″ N, 12° 07′ 33″ E | 17 octobre 1988 | Maison rurale / ferme                                                                                 |
|       | Thomaser ID : « 16548 »                                | 46° 42′ 46″ N, 12° 05′ 58″ E | 17 octobre 1988 | Maison rurale / ferme                                                                                 |
|       | Werk Plätzwiese ID : « 50452 »                         | 46° 38′ 30″ N, 12° 11′ 43″ E | 28 août 2006    | Fortifications ; le bâtiment est situé exactement à la frontière municipale entre Braies et Dobbiaco. |

## Monuments naturels
| Photo | Désignation                                                   | Emplacement                  | Description                                           |
| ----- | ------------------------------------------------------------- | ---------------------------- | ----------------------------------------------------- |
|       | Pin suisse à Plung ID : « 1167 »                              | 46° 43′ 04″ N, 12° 08′ 38″ E | Monument naturel botanique : pin suisse               |
|       | Frêne à St. Veit ID : « 1166 »                                | 46° 42′ 43″ N, 12° 05′ 51″ E | Monument naturel botanique : frêne                    |
|       | Source minérale à Altprags ID : « 1169 »                      | 46° 42′ 28″ N, 12° 09′ 20″ E | Monument naturel hydrologique : source                |
|       | Häuslermoos ID : « 3436 »                                     | 46° 43′ 07″ N, 12° 06′ 09″ E | Monument naturel hydrologique : tourbière             |
|       | Schmiedenau ID : « 3437 »                                     | 46° 43′ 15″ N, 12° 08′ 06″ E | Monument naturel hydrologique : zone humide           |
|       | Gipfelüberschiebung der Roten Wand-Kleine Gaisl ID : « 3195 » | 46° 39′ 09″ N, 12° 06′ 56″ E | Monument naturel géologique : stratification rocheuse |
|       | Lac de Braies ID : « 3119 »                                   | 46° 41′ 37″ N, 12° 05′ 07″ E | Monument naturel hydrologique : lac                   |
|       | Seebel ID : « 3120 »                                          | 46° 40′ 21″ N, 12° 05′ 45″ E | Monument naturel hydrologique : lac                   |
|       | Source de Bad Neuprags ID : « 3132 »                          | 46° 42′ 42″ N, 12° 06′ 16″ E | Monument naturel hydrologique : source                |
|       | Bedeutende Quellgruppen ID : « 3133 »                         | 46° 41′ 50″ N, 12° 08′ 56″ E | Monument naturel hydrologique : source                |
|       | Moraine du Schlernstadiums ID : « 3065 »                      | 46° 42′ 00″ N, 12° 09′ 01″ E | Monument naturel géologique : moraine                 |
|       | Moraine terminale du Schlern Stadiums ID : « 3066 »           | 46° 41′ 40″ N, 12° 10′ 36″ E | Monument naturel géologique : moraine                 |
|       | Moraine terminale du lac de Braies ID : « 3068 »              | 46° 42′ 11″ N, 12° 05′ 16″ E | Monument naturel géologique : moraine                 |
|       | Moraine terminale du Daun Stadiums ID : « 3081 »              | 46° 39′ 18″ N, 12° 07′ 37″ E | Monument naturel géologique : moraine                 |
|       | Moraine terminale du Daun Stadiums ID : « 3083 »              | 46° 38′ 40″ N, 12° 09′ 25″ E | Monument naturel géologique : moraine                 |
|       | Moraine terminale du Daun Stadiums ID : « 3082 »              | 46° 38′ 28″ N, 12° 09′ 46″ E | Monument naturel géologique : moraine                 |
|       | Moraine du 1850er Verstoßes ID : « 3101 »                     | 46° 38′ 35″ N, 12° 09′ 04″ E | Monument naturel géologique : moraine                 |
|       | Moraine du 1850er Verstoßes ID : « 3102 »                     | 46° 38′ 21″ N, 12° 09′ 21″ E | Monument naturel géologique : moraine                 |
|       | Cône de déjection ID : « 3107 »                               | 46° 42′ 02″ N, 12° 04′ 44″ E | Monument naturel géologique : cône de déjection       |
|       | Cône de déjection ID : « 3108 »                               | 46° 41′ 21″ N, 12° 08′ 55″ E | Monument naturel géologique : cône de déjection       |
|       | Cône de déjection ID : « 3109 »                               | 46° 40′ 28″ N, 12° 08′ 57″ E | Monument naturel géologique : cône de déjection       |
|       | Moraine latérale ID : « 3095 »                                | 46° 41′ 17″ N, 12° 01′ 31″ E | Monument naturel géologique : moraine                 |
|       | Moraine latérale ID : « 3096 »                                | 46° 40′ 58″ N, 12° 09′ 00″ E | Monument naturel géologique : moraine                 |